# 彈多拉
《彈多拉》是一款巴西團隊Long Hat House開發的2D平台類銀河戰士惡魔城電子遊戲，由Raw Fury發行。

## 遊戲機制
《彈多拉》是2D平台類銀河戰士惡魔城電子遊戲，玩家控制英雄彈多拉，令她在可著陸的白色區域內四處移動，闖蕩遊戲世界，此遊戲原型為巴西的傳說人物Dandara

## 開發與發行
《彈多拉》由巴西工作室Hat House開發，由Raw Fury發行，在2018年2月6日於Android、iOS、Linux、macOS、Windows、任天堂Switch、PlayStation 4和Xbox One上發行。

## 評價
《彈多拉》獲得褒貶各半，不過較傾向正面評價。此遊戲在以行動裝置為中心的出版品中獲得的評價較高，反映出此遊戲是以觸控螢幕為優先的。
此遊戲被提名為第22屆D.I.C.E.大奖中的「年度最佳隨身遊戲」

## 外部連結
- 官方网站